# Homintern
Homintern – termin znany od lat 30. XX wieku. Wiąże się z teorią spiskową, opisującą zjawisko kontroli dziedzin życia publicznego takich jak sztuka, polityka czy szkolnictwo przez grupy homoseksualistów zajmujących prominentne stanowiska.

## Pochodzenie
Słowo jest grą językową pochodzącą od potocznej nazwy Międzynarodówki Komunistycznej, czyli Kominternu. Według teorii środowiska homoseksualne promują zachowania zagrażające tradycyjnemu systemowi wartości i konserwatywnemu stylowi życia, podobnie jak czyniła to wcześniej partia komunistyczna. Sir Cecil Maurice Bowra, wykładowca Kolegium Wardham na Uniwersytecie Oksfordzkim, w 1937 określił siebie samego jako członka Hominternu.

## Użycie
Termin Homintern był stosowany przez republikańskiego senatora Josepha McCarthy'ego podczas prowadzonej przez niego od lat 50. XX wieku kampanii (makkartyzm) wymierzonej przeciwko agentom komunistycznym działającym na terenie Stanów Zjednoczonych.